# Ayaví (distrito)
Ayaví é um distrito do Peru, departamento de Huancavelica, localizada na província de Huaytará.

## Transporte
O distrito de Ayaví é servido pela seguinte rodovia:
- HV-118, que liga a cidade de Santiago de Chocorvos ao distrito
- PE-1SC, que liga o distrito à cidade de Los Aquijes (Região de Ica)[1][2][3]